# ایولین ایرلاینز
ایولین ایرلاینز (به انگلیسی: Aeolian Airlines) یک شرکت هواپیمایی است که در تاریخ ۲۰۱۱ میلادی تأسیس شده است.
دفتر مرکزی ایولین ایرلاینز در آتن، یونان واقع شده‌است و قطب این شرکت هواپیمایی در فرودگاه بین‌المللی آتن قرار دارد.